# Rimae de Gasparis
Le Rimae de Gasparis sono una struttura geologica della superficie della Luna.